# Ratusz w Kołobrzegu
Ratusz w Kołobrzegu – zabytkowy budynek ratusza w centrum Kołobrzegu.

## Historia
Zbudowany w latach 1829–1832 w stylu neogotyckim według projektu Karla Friedricha Schinkla na miejscu średniowiecznego ratusza zburzonego w 1807 roku podczas oblężenia miasta. Nieznacznie przebudowany w 1913 roku.
W 1945 roku podczas bitwy o Kołobrzeg, mimo bombardowania śródmieścia miasta, nie został zniszczony. Po II wojnie światowej w budynku mieściły się różne instytucje. Obecnie siedziba Galerii Sztuki Współczesnej, Informacji Turystycznej i Urzędu Stanu Cywilnego.

## Opis
Neogotycki, dwukondygnacyjny budynek w kształcie litery C. Zbudowany na piwnicach pochodzących z XV wieku. Z otwartym dziedzińcem pośrodku, na którym do II wojny światowej stał pomnik króla Fryderyka Wilhelma III, a później trybuna honorowa.
Budynek przypomina wyglądem średniowieczny zamek obronny. Udekorowany jest wieżyczkami i blankowaniem. Pośrodku główna wieża z zegarem, herbami Kołobrzegu i Polski. Zabytkowy zegar został zdjęty w 2014 roku i został powieszony jako atrakcja w kołobrzeskim muzeum Patria Colbergiensis.
Od strony północno-wschodniej w przyziemiu zachowane detale architektoniczne średniowiecznego ratusza. Wśród filarów, na których wspiera się ryzalit budynku wmurowany jest XVI-wieczny pręgierz nazywany Kolumną Adebara. U jego głowicy znajduje się wyrzeźbiona maska, którą legenda wiąże z osobą kołobrzeskiego wójta, Jakuba Adebara.